# Скляні бджоли
«Скляні бджоли» (нім. Gläserne Bienen) — науково-фантастичний роман німецького письменника Ернста Юнґера, опублікований 1957 року. Події роману описують два дні з життя капітана Ріхарда, безробітного екс-кавалерійця, що відчуває себе загубленим у світі, що став технологічно просунутішим і безособистісним. Ріхард погоджується на співбесіду до Компанії Цаппароні, що розробляє та виготовляє роботів, зокрема й титулярних скляних бджіл. Оповідь Ріхарда від першої особи поєднує опис незвичайної співбесіди на роботу, автобіографічних спогадів з його дитинства та служби в армії, та рефлексії на теми технологій, війни, історичних змін і моралі.
Останніми роками Юнґерові прогнози щодо майбуття технологій, що осмислювались як технофобії алегорії або натхненна критика новозмінених взаємин технологій, природи та людини, стала по-новому дочасною. Американський науковий фантаст Брюс Стерлінґ склав переднє слово для Книжкового огляду «Нью-Йорк Таймс» 2000 року, зауваживши, що викладені в книзі «міркування щодо технологій та промисловості є до моторошності прогностично правильними».

## Реакція критики
«Скляні бджоли» Ернста Юнґера зустріли неоднозначну реакцію критиків, особливо в перші роки свого існування. У біографії Юнґера «Сумнівне минуле: Ернст Юнґер і політика літератури після нацизму» Еліот Єль Німан вказує на критичні зауваження Ґюнтера Оліаса, Вольфґанґа Шверброка та Ґюнтера Блока, датовані 1957 роком. Оліас стверджує, що аргумент Юнґера є неактуальним для того часу, стверджуючи: «Не схоже, що технологія замінює природу людини так, як думає Юнґер. Він вигадує романтичні конструкції». Шверброк назвав історію «штучною», а Блок стверджував, що Юнґер не зміг реалістично зобразити технологію і занадто покладався на алегорію. З іншого боку, інші говорили, що його стиль після «Геліополіса» покращився, і він показав більше тепла та життєвості. Загалом, за словами Еліота Німана, «загальне враження залишається…», що книзі просто «не було що сказати».